# Schweinsberg (Mangfallgebirge)
Der Schweinsberg ist ein 1514 m ü. NHN hoher Gipfel im Grat, der sich vom Wendelstein über Türkenköpfl, Kirchwand und Schweinsberg bis zum Breitenstein zieht. Ein Gipfelkreuz befindet sich am höchsten Punkt.

## Topographie
Der Wendelstein sendet über Türkenköpfl und Kirchwand einen Grat nach Westen in Richtung Schweinsberg. Der Breitenstein bildet darin einen deutlich ausgeprägten Gipfel mit einem nach Süden markant abfallenden Felsband.
Der einfachste Zustieg erfolgt von Süden über Fischbachau als einfache Bergwanderung.